# 佩珀博克斯 (特拉華州)
佩珀博克斯（英語：Pepperbox）是位於美國特拉華州蘇塞克斯縣的一個非建制地區。

## 地理
佩珀博克斯的座標為38°29′55″N 75°26′23″W / 38.49861°N 75.43972°W，而該地的平均海拔高度為15米（即49英尺）。